# عباس حلمی دوم
عباس حلمی دوم (زادهٔ ۱۴ ژوئیه ۱۸۷۴ - درگذشتهٔ ۱۹ دسامبر ۱۹۴۴) پسر توفیق‌پاشا و آخرین خدیو مصر بین سال‌های ۱۸۹۲ تا ۱۹۱۴ بود.

## زندگی‌نامه
عباس دوم، نوه بزرگ محمدعلی پاشا، در اسکندریه مصر در ۱۴ ژوئیه ۱۸۷۴ به دنیا آمد.
او در برابر نفوذ بریتانیا مقاومت نمود و در سال ۱۹۱۴ با امپراتوری عثمانی متحد شد.
با پیوستن حکومت عثمانی به دول محور در جنگ جهانی اول، انگلستان در ۱۸ دسامبر ۱۹۱۴، مصر را تحت‌الحمایهٔ خود اعلام نمود. آنها عباس حلمی پاشا را از سلطنت عزل و عمویش حسین کامل را بر سر کار آوردند که با وضع قوانینی، تمامی املاک و دارایی‌های عباس دوم در مصر و سودان را ضبط و ورود او به خاک مصر را ممنوع نمود.

## درگذشت
عباس به سوئیس رفت و در همان‌جا نیز در تاریخ ۱۹ دسامبر ۱۹۴۴ درگذشت.